# ألكسندر بولس
ألكسندر بولس (بالبولندية: Aleksander Polus)‏ (1 فبراير 1914 – 13 فبراير 1965) هو ملاكم بولندي راحل، مثّل بلاده في الألعاب الأولمبية الصيفية 1936.

## روابط خارجية
ألكسندر بولس على موقع اللجنة الأولمبية الدولية (الإنجليزية)
- ألكسندر بولس على موقع أوليمبيديا (الإنجليزية)
- ألكسندر بولس على موقع اللجنة الأولمبية البولندية (مؤرشف) (البولندية)